# فرانچسکا اسکیاوونه
فرانچسکا اسکیاوونه (ایتالیایی: Francesca Schiavone؛ زاده ۲۳ ژوئن ۱۹۸۰) یک تنیس‌باز اهل ایتالیا است.